# Dydaktyzm
Dydaktyzm (gr. didaktikós – dający się nauczyć) – dążenie do kształtowania u kogoś postaw lub poglądów poprzez pouczanie go lub dawanie wzorów do naśladowania.
Dydaktyzm w sztuce to dominująca postawa dydaktyczna w dziełach sztuki czy utworach literackich, które mają na celu wychowanie człowieka poprzez nauczanie moralności i obowiązujących norm społecznych. Wartości formalne i estetyczne dzieła zostają podporządkowane funkcji dydaktycznej. Sztuka dydaktyczna jako samodzielny nurt, pojawiła się dopiero w XIX wieku. Jednym z propagatorów takiej działalności artystycznej był angielski pisarz John Ruskin.